# Nephrodium intermedium
Nephrodium intermedium là một loài thực vật có mạch trong họ Dryopteridaceae. Loài này được (Muhl. ex Willd.) Desv. miêu tả khoa học đầu tiên năm 1827.